# Irina Avvakoemova
Irina Andrejevna Avvakoemova (Russisch: Ирина Андреевна Аввакумова (Тактаева)), geboren als: Irina Andrejevna Taktajeva (Mysa (Oblast Leningrad), 14 september 1991) is een Russische schansspringster. Ze vertegenwoordigde haar vaderland op de Olympische Winterspelen 2014 in Sotsji en nam onder olympische vlag deel aan de Olympische Winterspelen 2018 in Pyeongchang.

## Carrière
Avvakoemova eindigde als 37e op de wereldkampioenschappen schansspringen 2011 in Oslo. In december 2011 nam de Russin in Lillehammer deel aan de allereerste wereldbekerwedstrijd voor vrouwen, twee maanden later scoorde ze in Hinzenbach haar eerste wereldbekerpunten. Op de wereldkampioenschappen schansspringen 2013 in Val di Fiemme eindigde Avvakoemova als dertiende in de individuele wedstrijd, samen met Anastasia Gladysjeva, Denis Kornilov en Dmitri Vasiljev eindigde ze als negende in de gemengde landenwedstrijd.
In december 2013 stond de Russin in Hinterzarten voor de eerste maal in haar carrière op het podium van een wereldbekerwedstrijd. Op 4 januari 2014 boekte ze in Tsjaikovski haar eerste wereldbekerzege.

## Resultaten

### Olympische Spelen
| Jaar | Plaats      | Resultaten |
| ---- | ----------- | ---------- |
| 2014 | Sotsji      | 16e HS106  |
| 2018 | Pyeongchang | 4e HS106   |

### Wereldkampioenschappen
| Jaar | Plaats        | Resultaten                      |
| ---- | ------------- | ------------------------------- |
| 2011 | Oslo          | 37e HS106                       |
| 2013 | Val di Fiemme | 13e HS106 9e HS106 gemengd team |
| 2015 | Falun         | 11e HS100 6e HS100 gemengd team |
| 2017 | Lahti         | 12e HS100 6e Team HS100         |

### Wereldbeker
Eindklasseringen
| Seizoen   | Algm | RAW |
| --------- | ---- | --- |
| 2011/2012 | 33e  |     |
| 2012/2013 | 41e  |     |
| 2013/2014 | 4e   |     |
| 2014/2015 | 11e  |     |
| 2015/2016 | 7e   |     |
| 2016/2017 | 9e   |     |
| 2017/2018 | 5e   |     |
| 2018/2019 | 42e  | -   |
| 2019/2020 | 19e  | 28e |

Wereldbekerzeges
| Datum          | Plaats      | Schans |
| -------------- | ----------- | ------ |
| 4 januari 2014 | Tsjaikovski | HS106  |

### Continentalcup
De Continentalcup was tot de invoering van de wereldbeker schansspringen in december 2011 het belangrijkste wedstrijdcircuit.
Eindklasseringen
| Seizoen   | Algm |
| --------- | ---- |
| 2009/2010 | 61e  |
| 2010/2011 | 48e  |
| 2011/2012 | 13e  |
| 2012/2013 | Goud |